# Doolhof
Een doolhof, labyrint of dwaaltuin (verouderd) is een stelsel van paden die langs omwegen naar het doel leiden.

Een enkelvoudig doolhof met doodlopende gangen, als hier een hand tegen een muur wordt gehouden komt men altijd (via een omweg) in het midden

In het Nederlands wordt er wel onderscheid gemaakt tussen:
- een doolhof, waarbij er doodlopende paden zijn en het een puzzel kan zijn om de juiste weg te vinden;
- een labyrint, waarbij een enkel onvertakt pad naar het einde leidt.

## Doolhof met meervoudige wegen
De doolhof met meervoudige wegen is een stelsel van paden, zodanig aangelegd dat men daarin moeilijk de weg kan vinden. In de doolhof moeten bepaalde plekken gevonden worden, hier is vaak een attractie opgesteld (bijvoorbeeld lachspiegels of een uitkijktoren) of kan men in alle rust een afbeelding of waterpartij bekijken.
In sommige doolhoven is het de bedoeling zo snel mogelijk het doel te bereiken, waarbij men de kortst mogelijke route moet zien te vinden. Andere doolhoven zijn bedoeld om de juiste route te vinden langs verschillende aanwijzingen of afbeeldingen waardoor een verhaal ontstaat: in feite moet een puzzel worden opgelost. Soms moet in dit soort doolhoven een pad meerdere keren vanuit verschillende richtingen worden gelopen om de route te volbrengen.
In een doolhof zijn vaak symbolen aanwezig, op de te bereiken plekken of in het ontwerp van de doolhof zelf. In het ontwerp van een doolhof wordt vaak gebruikgemaakt van een figuratieve afbeelding. Op een plattegrond of luchtfoto is de tekening vaak duidelijk te herkennen, maar degene die in de doolhof loopt kan dit meestal niet overzien. Vanaf een uitkijkpunt, zoals een verhoging in het landschap, een brug of uitkijktoren, kan de bezoeker wel het ontwerp bekijken.
De paden zijn meestal gescheiden door een hoge afscheiding, vaak een heg. Tegenwoordig wordt vaak gebruikgemaakt van snelgroeiende materialen, zodat al vrij snel een onoverzichtelijke doolhof ontstaat. De doolhof kan echter ook bestaan uit lijnen op de grond of muurtjes waar men gemakkelijk overheen stapt. Dat laatste geldt vooral voor een labyrint (zonder doodlopende zijpaden).

## Geschiedenis
De meerpadige doolhof is ontstaan tijdens de Italiaanse renaissance. De graven van het Huis Gonzaga waren in het bijzonder gefascineerd door het labyrint. In hun tuinen en paleizen werd het veelvuldig gebruikt, aanvankelijk als klassiek eenpadig labyrint, maar geleidelijk werden dwaalwegen toegevoegd. Het oudst bekende voorbeeld is een tekening in een schetsboek uit Mantua van 1550.
Vanuit Italië verspreidde de renaissancetuin zich over Europa, en daarmee ook de meerpadige doolhof.

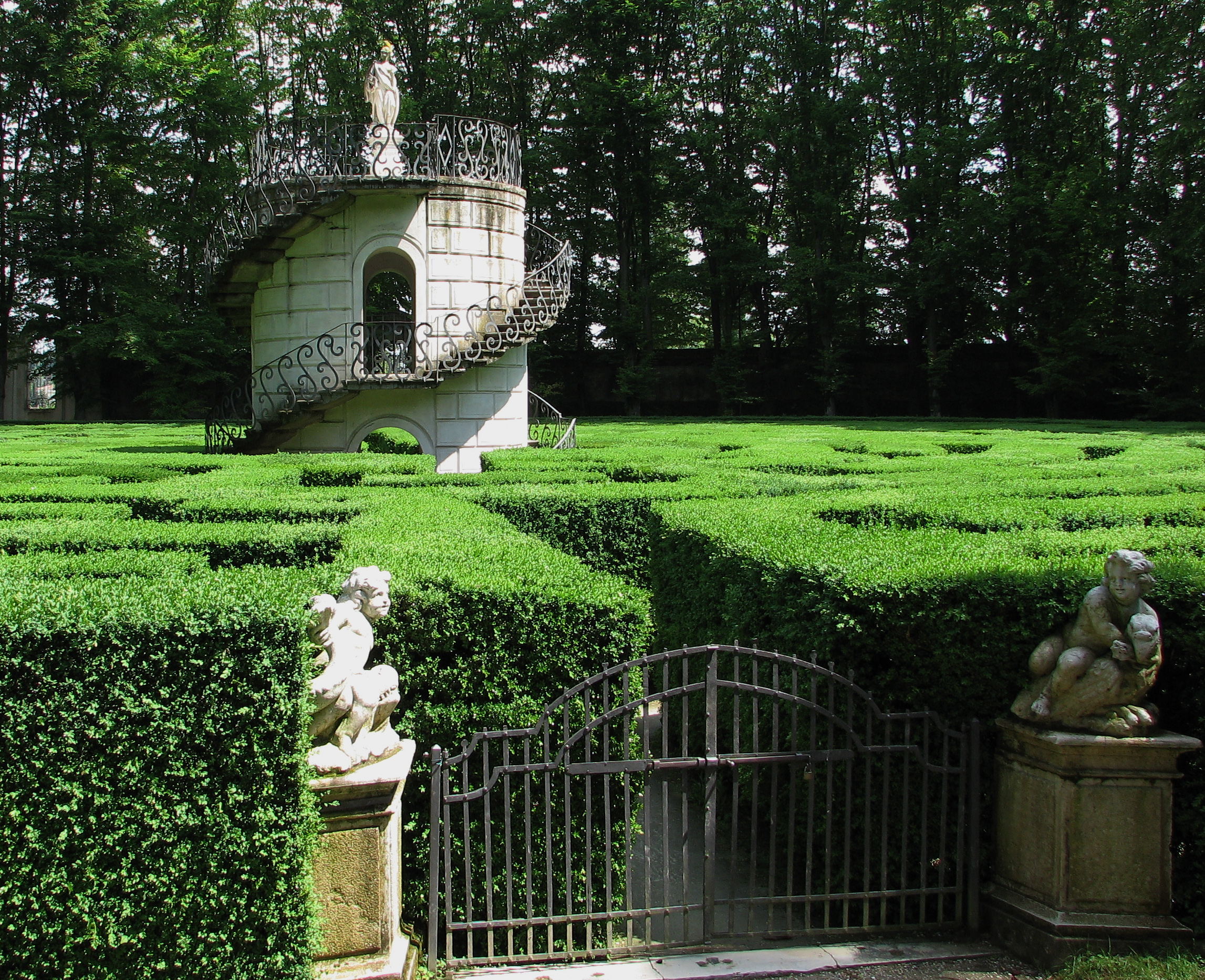
Villa Pisani Labirinto, Stra, Veneto
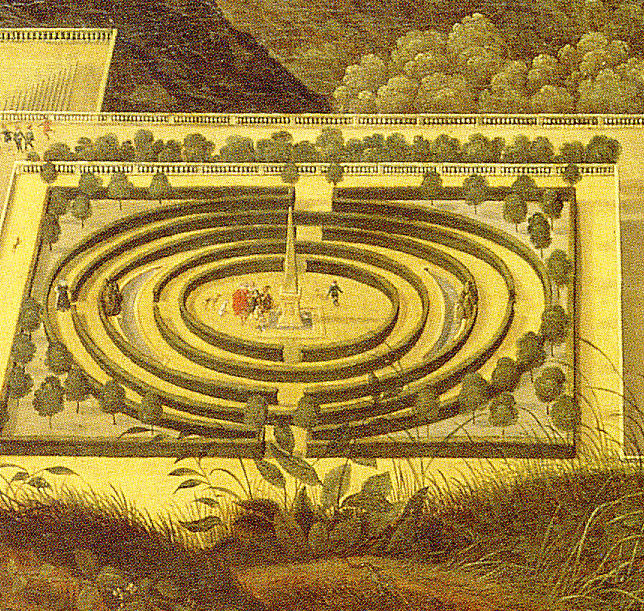
Labyrint in Hortus Palitanus van Jacques Fouqueres (1620)
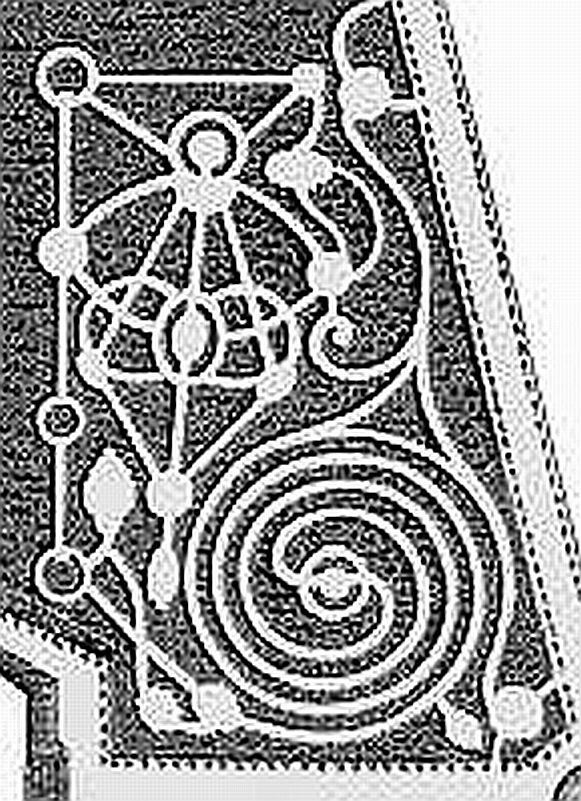
Doolhof van Choisy
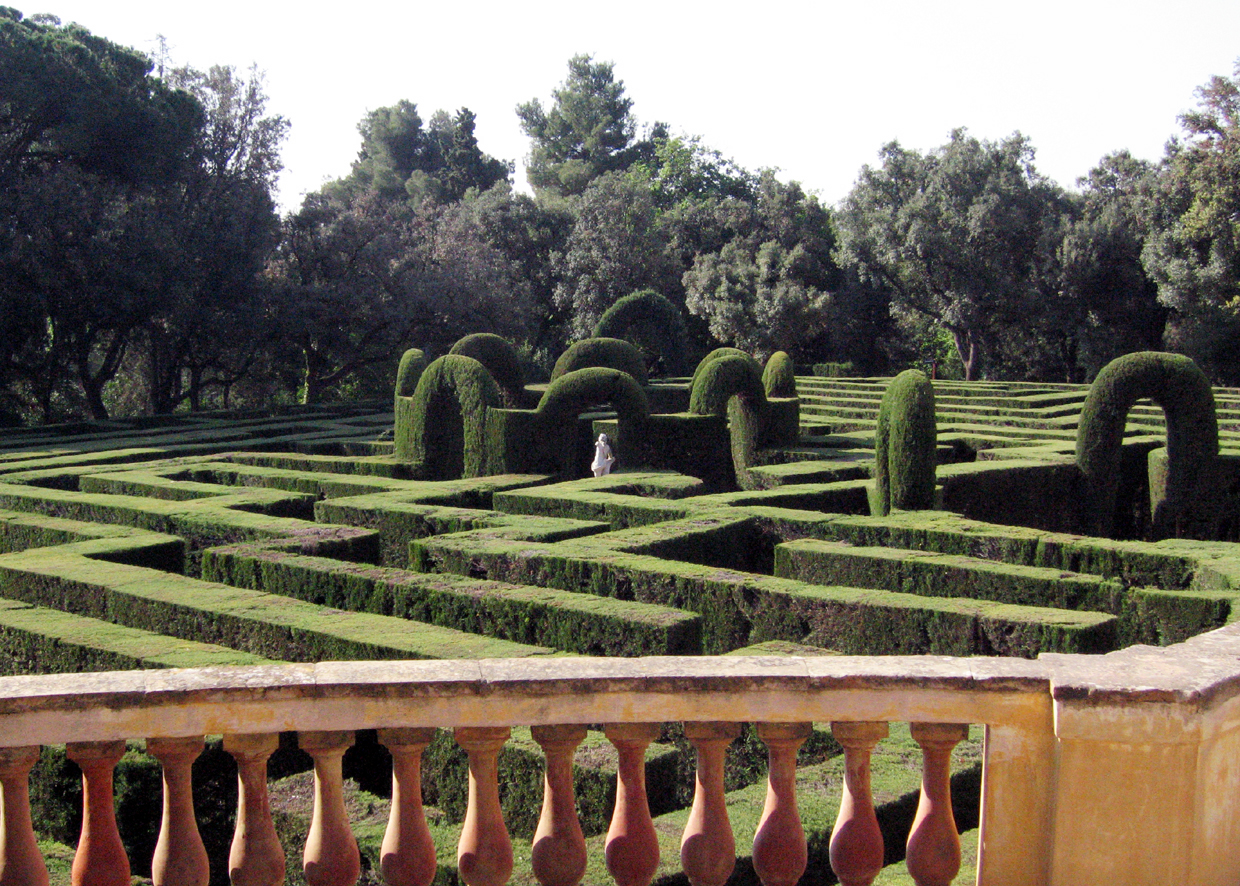
Parque del laberinto de Horta in Barcelona
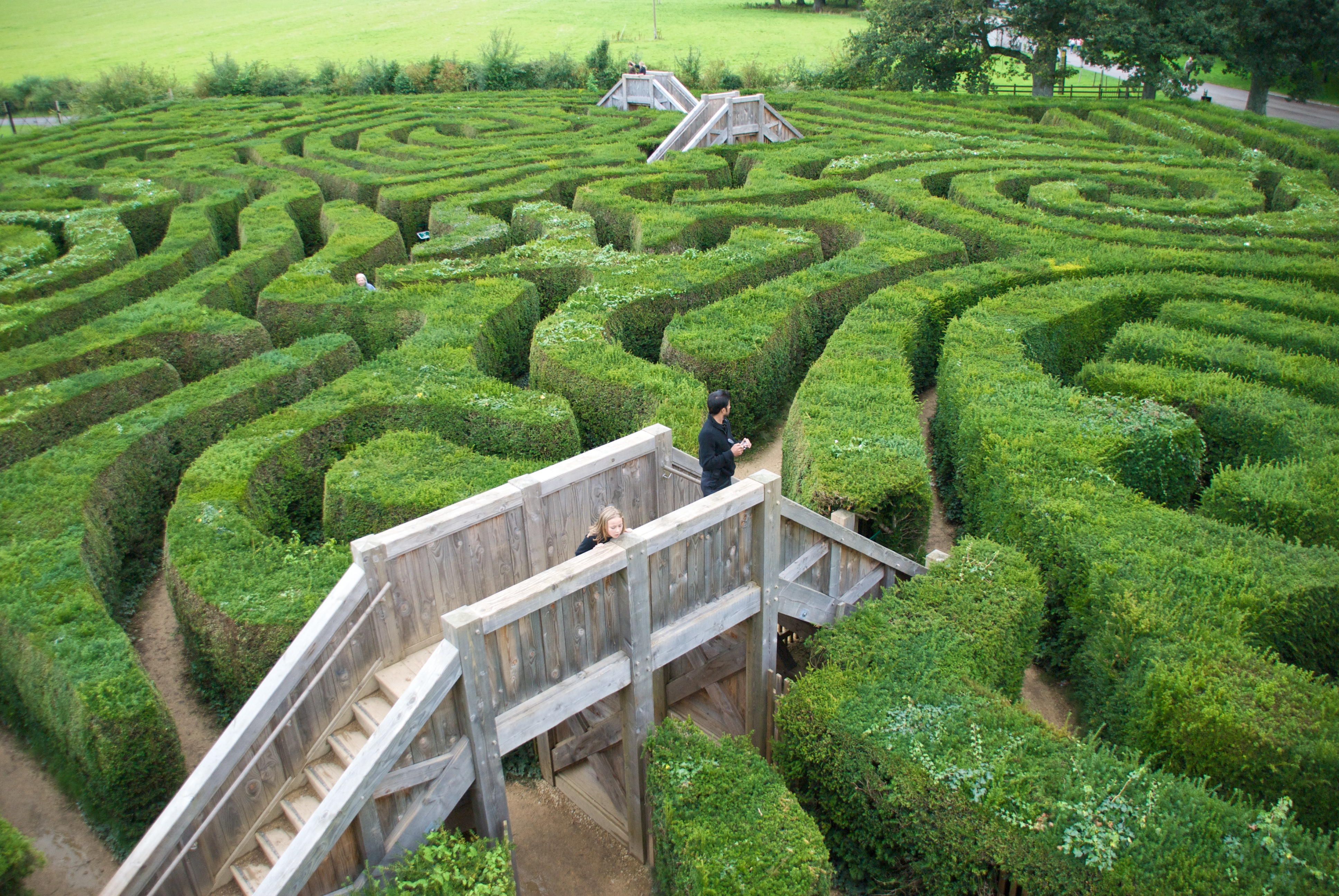
Doolhof met bruggen
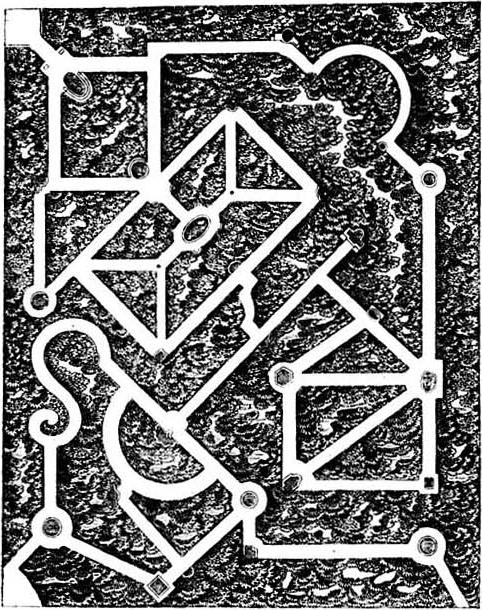
Voormalige doolhof van Versailles
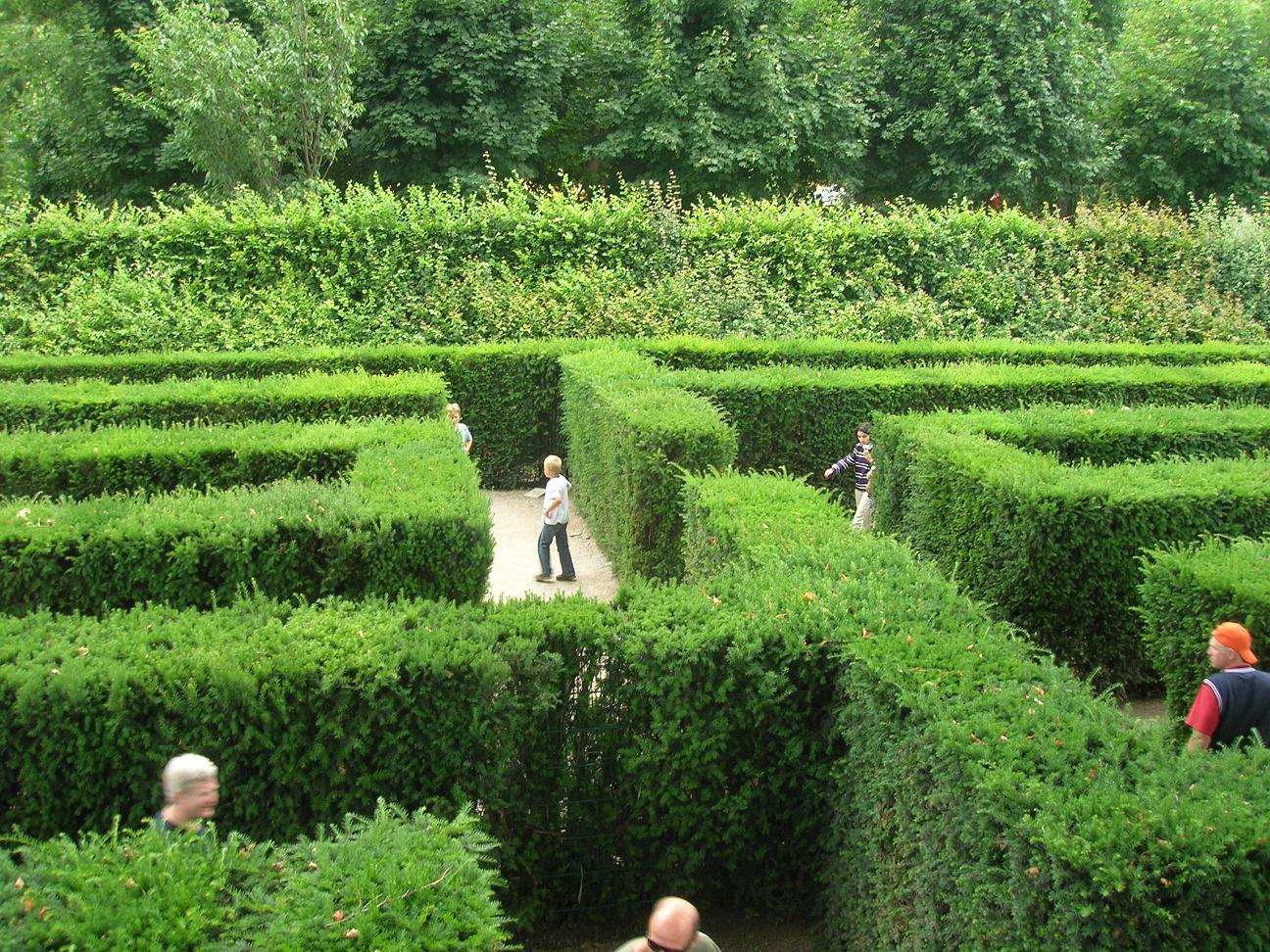
Doolhof bij Schloss Schönbrunn
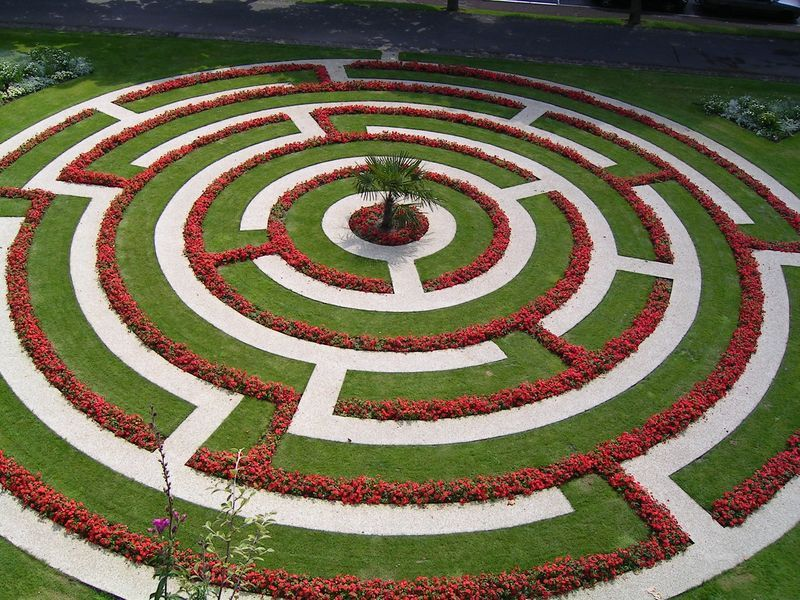
Labyrint Boulogne-sur-Mer
Parque del laberinto de Horta, Barcelona

## Vormen

Een doolhof in een doolhof

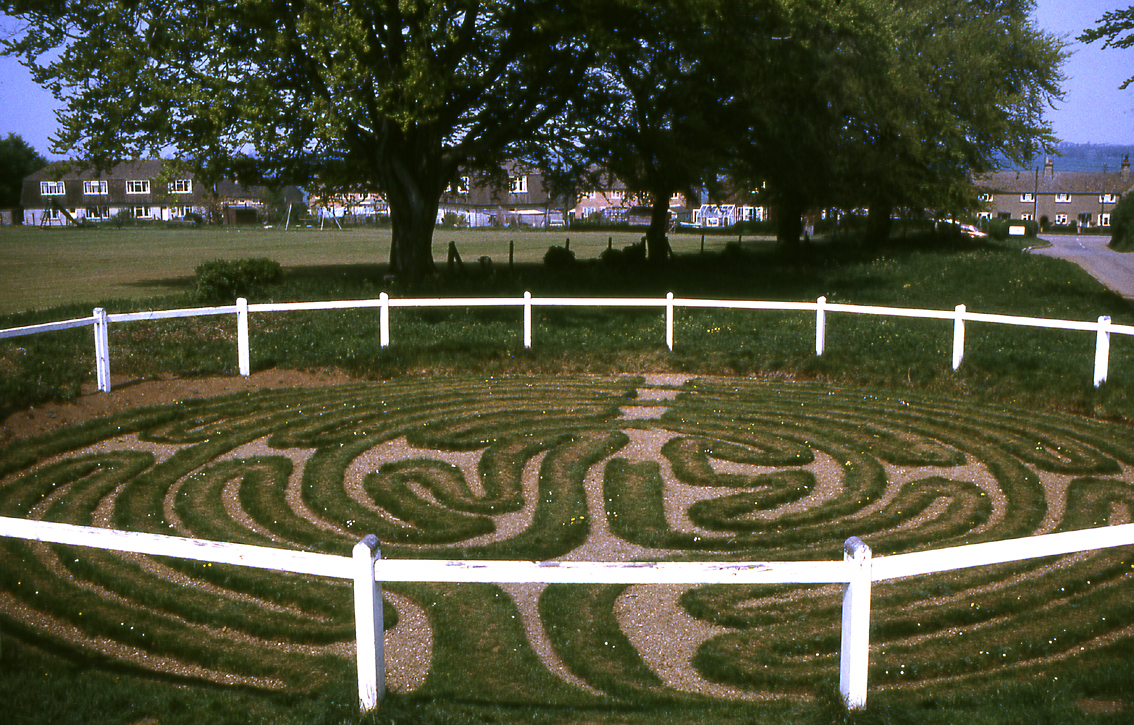
Wing Maze, een graslabyrint in Wing in het graafschap Rutland, Engeland

Om afwisseling te bezorgen, maken enkele labyrinten gebruik van verschuifbare panelen of hekwerken waardoor regelmatig een ander grondplan van het labyrint wordt gemaakt. Zo moet de bezoeker elke keer opnieuw het pad naar het doel zoeken. In dit doel staat vaak een toren, vanwaar men overzicht heeft over de hele doolhof.
Er zijn doolhoven die gebruik maken van bruggen. Vanaf deze bruggen heeft de bezoeker ook een overzicht over de doolhof. Er zijn doolhoven waar de bezoeker verschillende doelen moet aandoen, waar dan afbeeldingen of beelden zijn te vinden.
Soms loopt vanaf het doel een "overwinningspad" naar buiten, zodat men de doolhof makkelijk kan verlaten. Zo'n ontsnappingsroute komt ook voor in de vorm van een brug.
Topologisch gezien is elke doolhof een labyrint met een of meer doodlopende aftakkingen. Raakt men met een hand de wand aan één kant aan en loopt men verder zonder los te laten, dan komt men meestal aan het einde (al maakt men af een toe een omweg). Er bestaan ook doolhoven die zijn opgebouwd als een doolhof in een doolhof. Daarbij is er geen verbinding tussen de wanden van de binnenste en de buitenste doolhof. Hier kun je door consequent contact te houden met een wand toch het doel of de uitgang niet vinden.
Doolhoven komen voor in uiteenlopende vormen en uitvoeringen.
- vloerlabyrint, zoals in de kathedraal van Chartres
- bestratingslabyrint, zoals op de Waalkade in Nijmegen
- graslabyrint
  - met in een grasveld uitgemaaide paden
  - met (half)verharde paden tussen randen van gras, zoals in Wing
  - met paden tussen aangeplante hoge grassoorten
- maislabyrint, uitgemaaid in een maisveld, blijft slechts één seizoen; kan elk jaar in een nieuwe vorm worden aangebracht, zoals het Labyrint van Barvaux
- struiklabyrint, mat lage struiken zoals buxus en ook als voorstadium van een haaglabyrint, waarbij men nog makkelijk over de lage struiken kan kijken.
- haaglabyrint, de bekendste verschijningsvorm, gemaakt van onder meer haagbeuk, taxus of thuja, zoals Labyrint Drielandenpunt bij Vaals
- paneellabyrint, met houten panelen of glaswanden
- spiegellabyrint, zoals in Luzern
- doolhoven van opblaasbare elementen

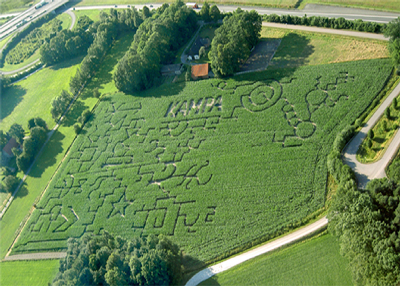
Maislabyrint, Bielefeld
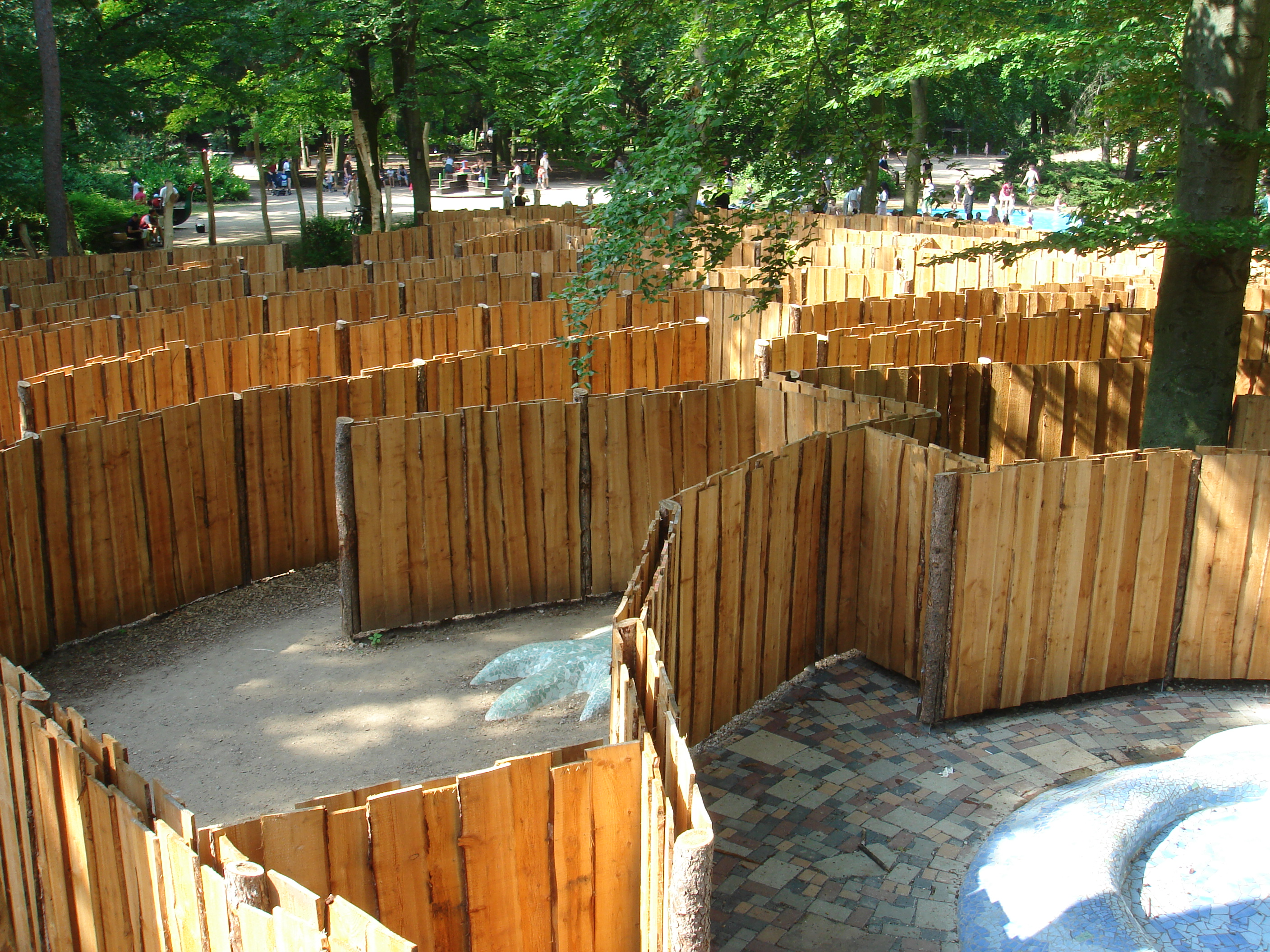
Paneellabyrint in Waldspielpark Goetheturm bij Frankfurt am Main
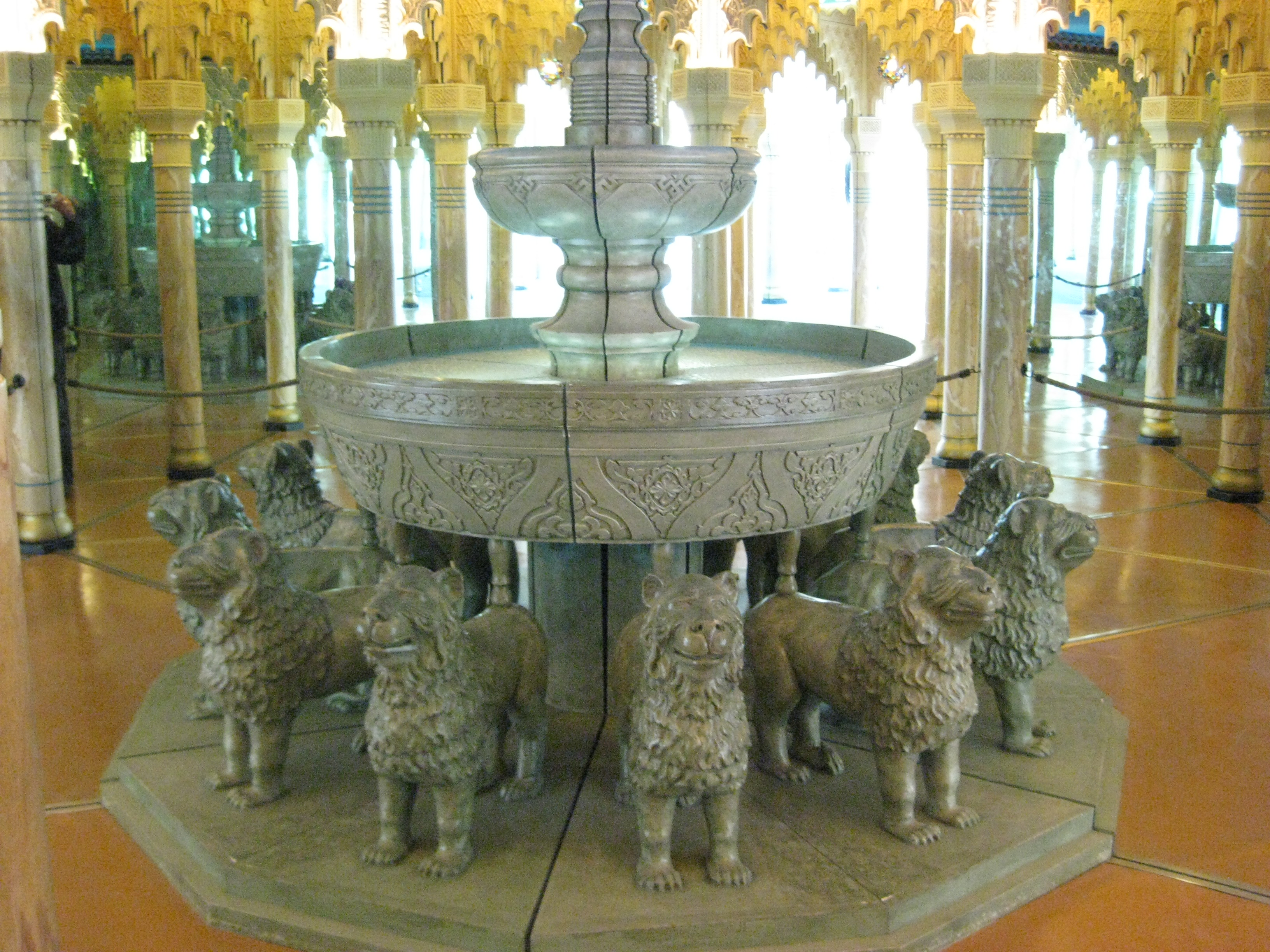
Spiegellabyrint Alhambra in Luzern

### Doolhofspellen
- In spellen als de betoverde doolhof, waarbij de doolhof steeds van vorm verandert, is duidelijk een doolhof te herkennen. Op bepaalde plekken ligt een bijzonder voorwerp of moet een opdracht worden volbracht, maar deze plekken moeten eerst worden bereikt. Er zijn ook doolhofspellen als puzzellabyrinten, kleurlabyrinten en springlabyrinten.
- Bij computerspellen zoals Pac-Man, Pengo, God of War en Tomb Raider moet de hoofdrolspeler een traject afleggen om het doel te bereiken. Er komen verschillende opdrachten op het pad. Ook hier kan de speler een bonus ontvangen als een bepaalde plek, met eventueel een uitdaging, wordt bereikt. Soms is het bereiken van het doel al genoeg, maar de speler krijgt meer punten als het gehele pad wordt afgelegd.

## Oplossingsstrategieën

### Willekeurig lopen
De eenvoudigste (en tijdrovendste) is de willekeurige methode. Bij iedere splitsing kiest men een willekeurige optie en loopt tot de volgende splitsing en kiest opnieuw willekeurig. Blijkt een pad dood te lopen, dan draait men gewoon weer om en loopt terug naar de laatste splitsing. Als men dit maar lang genoeg volhoudt, komt men op een gegeven moment vanzelf bij de uitgang. Of dit echt een methode is, is discutabel, maar hij wordt geregeld gebruikt als maatstaf voor de efficiëntie van andere methoden.

### Doorheen lopen met de muurvolgmethode
Uit een doolhof komen waarvan de plattegrond onbekend is, kan vrij eenvoudig (maar lang duren), door de muur aan een bepaalde kant te volgen. Blijkt een pad dood te lopen dan loopt men terug naar de laatste splitsing. Deze methode werkt alleen als er in de doolhof maar één weg naar de uitgang is, omdat daarbij alle muren verbonden zijn met de buitenmuur van de doolhof.

### De dead-end filling-methode
Kleur alle doodlopende paden in kleur en de weg naar de uitgang blijft vanzelf over. In een doorloopdoolhof kan dit ook door op splitsingen de doodlopende zijwegen te markeren. Als op een splitsing van alle zijpaden er nog maar 1 niet gemarkeerd is, loopt men terug over dit pad en markeert bij de eerstvolgende splitsing dit pad ook. Op den duur loopt men vanzelf over een pad dat naar de uitgang leidt.

## Bekende doolhoven en labyrinten

De doolhof van Hampton Court

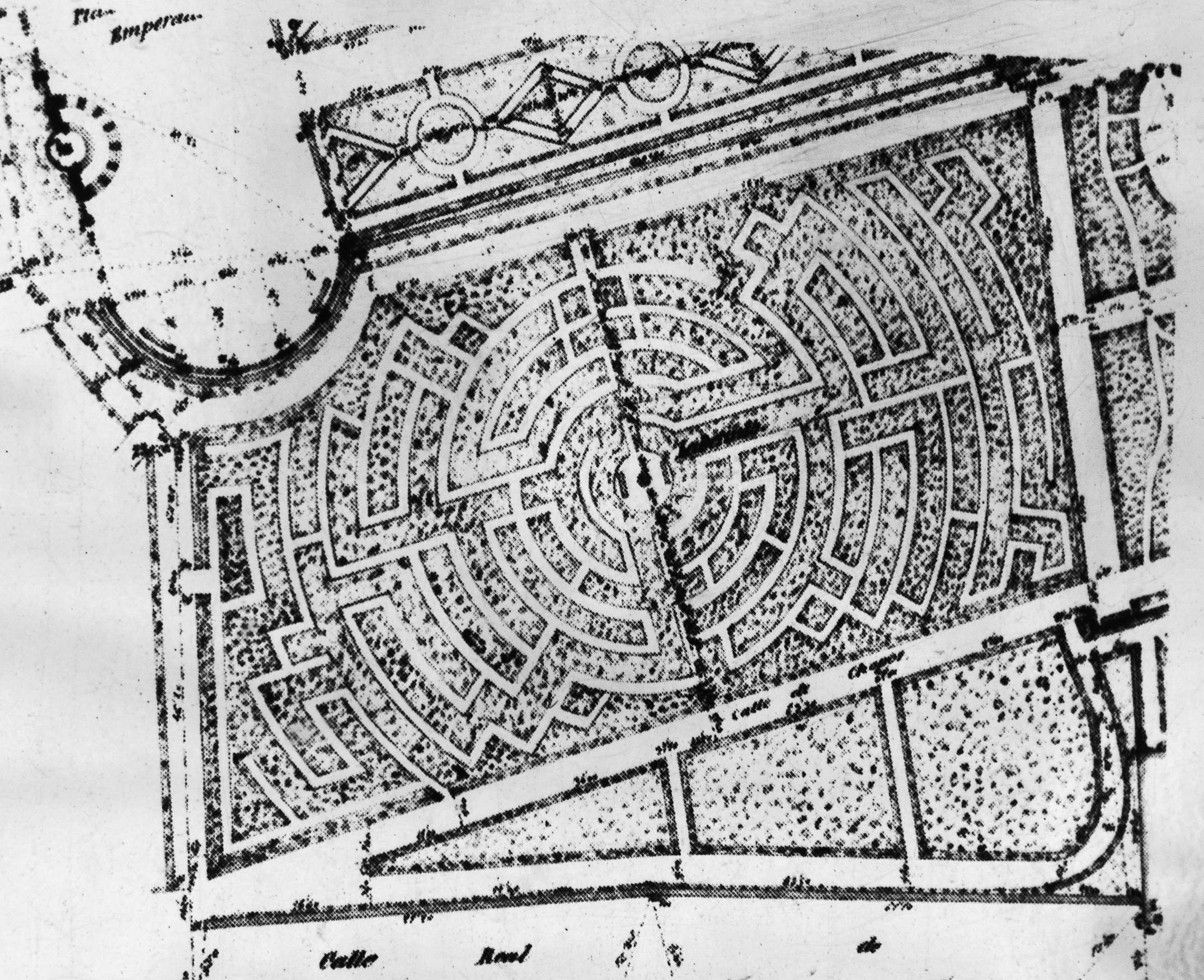
Jardín El Capricho in Madrid, het labyrint

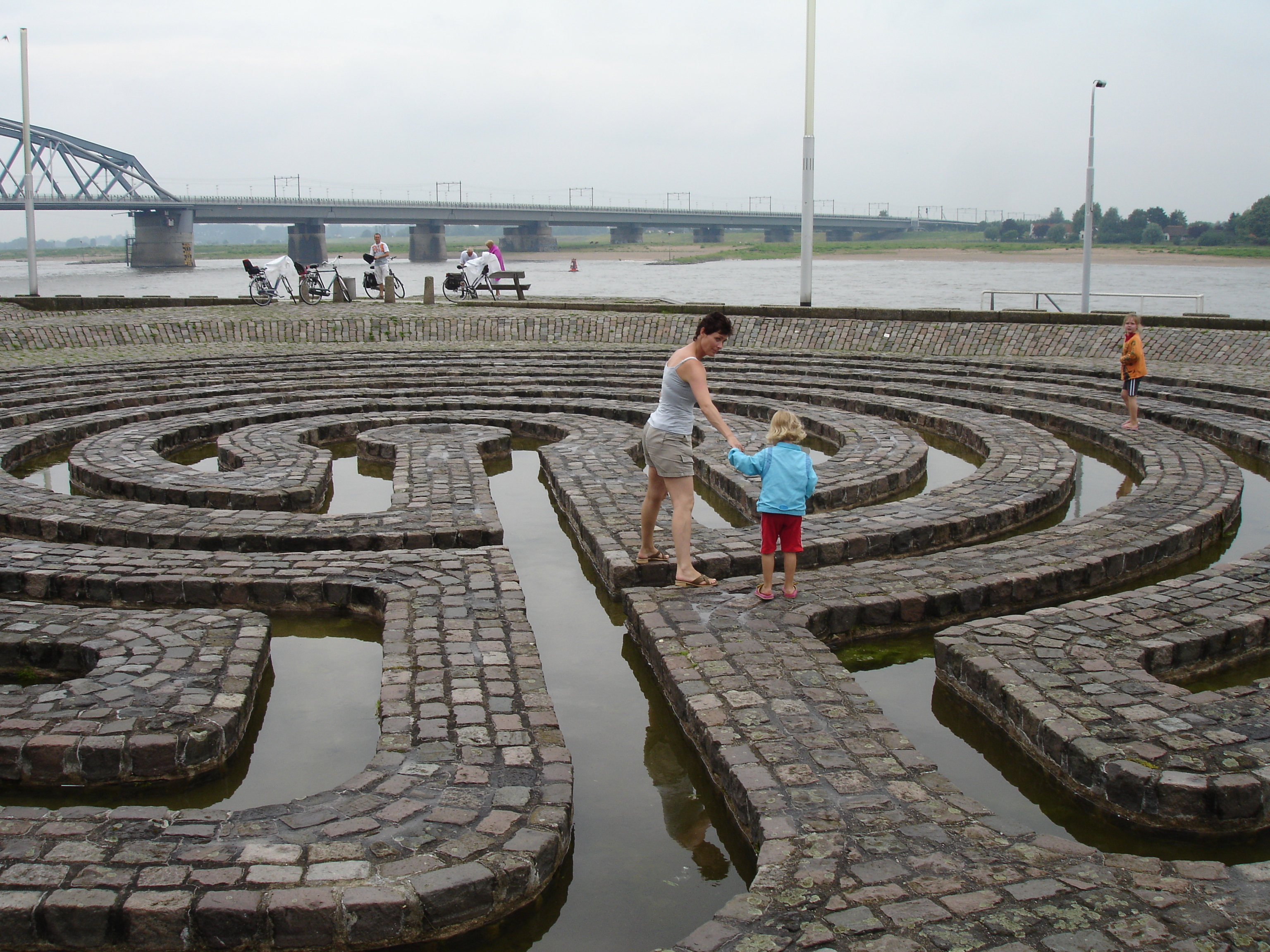
Modern labyrint in Nijmegen, bij de Waal. De afscheiding bestaat hier uit ondiepe slootjes.

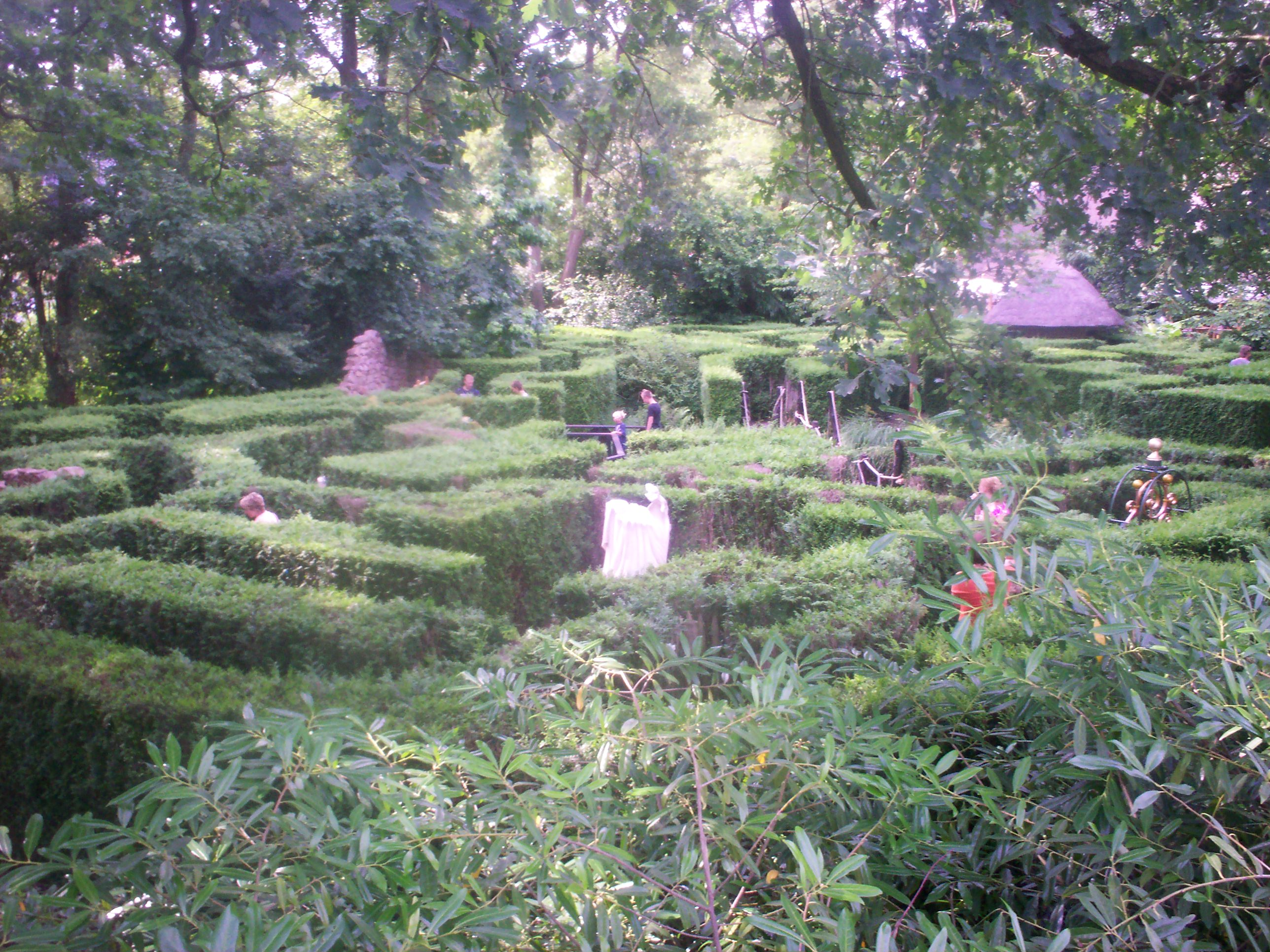
De avonturendoolhof in de Efteling

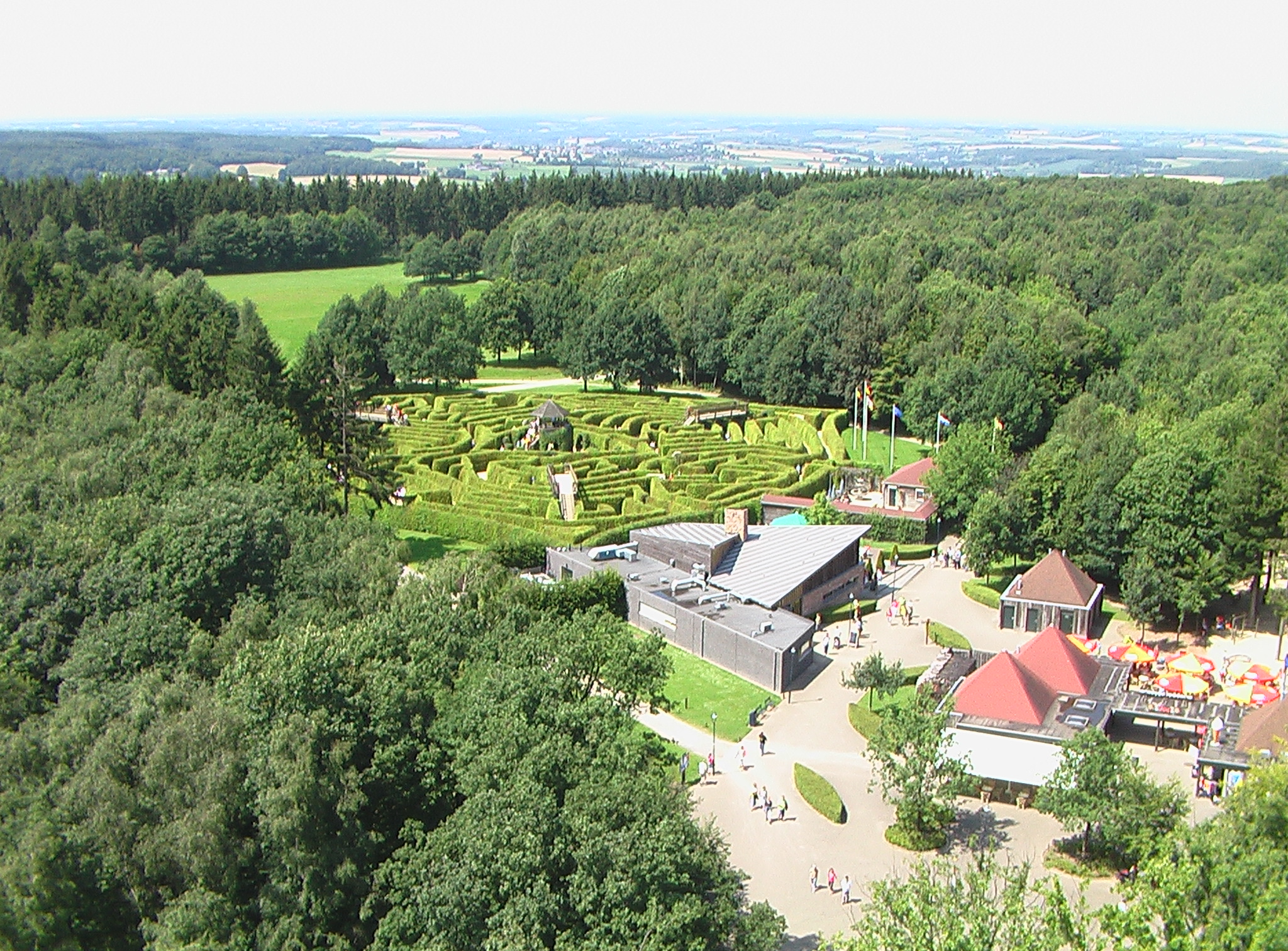
Labyrint Drielandenpunt bij Vaals

- Hampton Court Palace: doolhof in de vorm van een trapezium
- Chartres: een van de beroemdste labyrinten in de kathedraal van Chartres
- Sienna: in de Kathedraal van Siena gaat men geknield over het mozaïeklabyrint
- Kluntarna, steenlabyrinten
- Ħal Saflieni Hypogeum, Malta: labyrint
- Het Exploratorium: de Tactile Dome, een driedimensionaal donker labyrint waar bezoekers op de tast doorheen moeten komen
- Baboquivari: I'itoi (god van de Tohono O’Odham) woont in een labyrint onder de berg en waakt over de leden van de stam
- Rödkallen: labyrint
- St. Agnes (Scilly-eilanden): steenlabyrint
- Kasteel van Chantilly: levend ganzenbord en labyrint (18e eeuw, inmiddels verdwenen)
- Jardin des Plantes, Parijs: de overblijfselen zijn nog te zien
- Biskopsholmen: met mos bedekt labyrint
- Ukkel: doolhof en hartentuin op een sterk hellend terrein, ontworpen door René Pechère
- Assenede: had een groot maislabyrint dat voor haar omvang een vermelding kreeg in het Guinness Book of Records
- Saffron Walden turf maze: het grootste exemplaar in Engeland (diameter 30m).
- Het kerkplein van de Willibrorduskerk in Heiloo: labyrint[2]
- Ruurlo (Gelderland): de grootste heggendoolhof van Europa
- Het Doolhof in de Doolhoflaan op het Landgoed Kernhem in Ede
- Labyrinten in de Egyptische toverrollen[3]
- Het Labyrint Drielandenpunt op de Vaalserberg

### In pretparken
Een greep aan doolhoven als attracties in pretparken:
- Doolhof (1927 - onbekend), Julianatoren
- Doolhof (1937(?) - jaren 1970)[4], (2018 - nu)[5], Familiepark Drievliet
- Doolhof (1950 - 2018), Avonturenpark Hellendoorn
- Alice's Curious Labyrinth (1992 - nu), Disneyland Parijs
- Avonturen Doolhof (1995-2021), De Efteling
- Dwaalhof (2001 - nu), Attractiepark Toverland

### In films
Doolhoven en labyrinten komen ook veel voor in films, enkele voorbeelden:
- Labyrinth, een meisje moet haar ontvoerde broertje terughalen uit een kasteel in het midden van een magisch labyrint. Hierbij heeft ze haar wilskracht en doorzettingsvermogen nodig om de nodige beproevingen te doorstaan.
- The Shining, een familie is alleen in een verlaten hotel op een erg afgelegen plaats, in de tuin voor het spookhotel is een enorm labyrint.
- Pan's Labyrinth, de dochter van een faun komt gereïncarneerd als mens terug naar aarde en bezoekt het labyrint van haar vader, ze moet voordat het volle maan wordt drie opdrachten volbrengen om terug te kunnen keren naar haar eigen wereld.
- Cube, zeven mensen, volledig vreemden van elkaar, ontwaken in een labyrint bestaande uit diverse aan elkaar gekoppelde kubussen (cubes).
- Inland Empire, Nikki zwerft rond in een labyrint van deuren, gangen en kamers. Deze deuren, gangen en kamers zijn met elkaar verstrengeld, maar op een onlogische manier. Elk van de deuren, gangen en kamers leidt naar een verhaal uit Nikki's leven, hetzij uit het verleden, hetzij van de toekomst.
- The Maze Runner, Thomas komt op een plek terecht met alleen maar jongens en zij moeten een uitgang zien te vinden in een doolhof vol Grievers (gevaarlijke wezens, deels spin, deels robot, deels schorpioen met dodelijk gif)

### In boeken

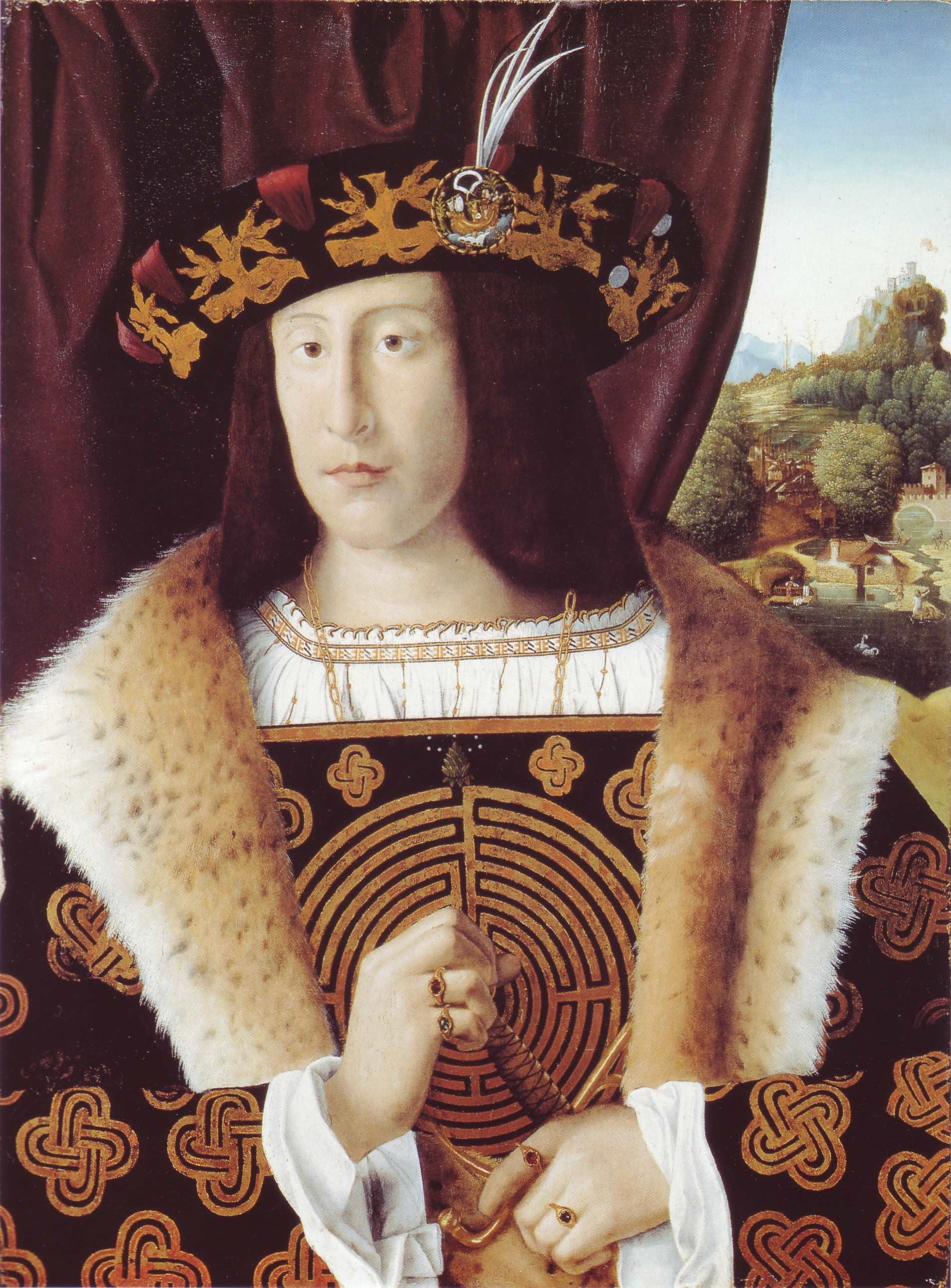
Ritratto Di Gentiluomo, First catalogue raisonné of the complete works of Bartolomeo Veneto (ca. 1481-1531)

- De naam van de roos, hier speelt een labyrintische bibliotheek een belangrijke rol, deze is gebaseerd op de bibliotheek van Babel.
- De Poort des Doods, de Patrynen worden door de Sartanen in een labyrint opgesloten, als ze weer buiten komen blijkt de wereld in vieren verdeeld te zijn.
- Het fluwelen labyrint van Jan van Aken, hoofdpersoon Einar probeert wanhopig om terug te keren naar een verloren paradijs.
- De boeken van de Levende Schepen en Levend Schip, de ouderlingen bouwden hun steden als droomachtige labyrinten.

## Grammaticaal geslacht
Van Dale (1999) vermeldt de doolhof. Van Dale (2005) en Koenen (2006) vermelden zowel de doolhof als het doolhof. Het Groene Boekje (2005) vermeldt alleen de doolhof. In de praktijk komt het doolhof vaker voor dan de doolhof.